# Lurasidona
La lurasidona, comercializada bajo el nombre Latuda entre otros, es un medicamento antipsicótico oral que se usa para el manejo de la esquizofrenia y el trastorno bipolar.
La lurasidona se aprobó por primera vez para uso médico en los Estados Unidos en 2010. En 2013 fue aprobado en Canadá y por la Administración de Drogas y Alimentos de los Estados Unidos para el tratamiento de la depresión bipolar, ya sea como monoterapia o combinado con litio o valproato. En 2019, se aprobaron versiones genéricas en Estados Unidos, disponibles a partir de 2023. En 2020, fue el medicamento número 259 más recetado en los Estados Unidos, con más de 1 millones de recetas médicas.

## Indicaciones
La lurasidona se usa para el manejo y tratamiento de la esquizofrenia y el trastorno bipolar. En el trastorno bipolar, se ha estudiado tanto como monoterapia como en tratamiento adyuvante al litio o al valproato.
La Agencia Europea de Medicamentos aprobó la lurasidona para el tratamiento de la esquizofrenia en personas mayores de 13 años, pero no para el trastorno bipolar. En los Estados Unidos, se usa para tratar la esquizofrenia en individuos a partir de los 13 años, así como para el manejo de episodios depresivos del trastorno bipolar a partir de los 10 años. En estos casos se administra también como monoterapia. En adultos se puede ver acompañado con litio o valproato.
En julio de 2013, la lurasidona recibió la aprobación para la depresión bipolar I.
En junio de 2020, se aprobó la lurasidona en Japón, ocho años después de su primera aprobación en los Estados Unidos. En Japón está aprobado para pacientes con depresión bipolar y esquizofrenia.
Se sabe que pocos antipsicóticos atípicos disponibles en el mercado poseen eficacia antidepresiva en casos de trastorno bipolar (con las notables excepciones de quetiapina, olanzapina y posiblemente la asenapina) como monoterapia. Sin embargo, se sabe que la mayoría de los antipsicóticos atípicos poseen una actividad antimaníaca importante, que aún no se ha demostrado claramente para la lurasidona.
En el período posterior a la aprobación temprana, se encontró retrospectivamente que los pacientes con trastorno bipolar tratados con lurasidona tenían perfiles clínicos, comorbilidades e historial de tratamiento previo más complejos en comparación con los pacientes que iniciaron con otros antipsicóticos atípicos. Los autores del estudio sugieren que esto puede deberse al "perfil clínico general de la lurasidona, el papel percibido por los médicos para la lurasidona en el arsenal terapéutico y la reciente introducción de la lurasidona en la práctica clínica durante el período de estudio".
La lurasidona no está aprobada por la Administración de Alimentos y Medicamentos esatdounidense (FDA) para el tratamiento de trastornos del comportamiento en adultos mayores con demencia.

## Contraindicaciones
La lurasidona está contraindicada en personas que toman inhibidores potentes de la enzima hepática CYP3A4 (por ejemplo, ketoconazol, claritromicina, ritonavir, levodropropizina, entre otros) o inductores de esta (incluyendo carbamazepina, hierba de San Juan, fenitoína, rifampicina, entre otros). La enzima CYP3A4 está implicada en la digestión de fármacos. Los inhibidores como el jugo de toronja bloquean su función, lo que resulta en demasiada droga en el cuerpo.
No se ha estudiado y no se recomienda el uso de lurasidona en mujeres embarazadas; en estudios con animales, no se han encontrado riesgos en el embarazo. También se desconoce el nivel de excreción en la leche materna. La lurasidona no es recomendada para mujeres que amamantan. En los Estados Unidos no está indicado para uso en niños.

## Efectos adversos
Algunas reacciones adversas comunes a la administración de lurasidona incluyen somnolencia, trastornos del movimiento, náuseas y diarrea. Los efectos secundarios graves aplican a todos los antipsicóticos atípicos y pueden incluir el trastorno del movimiento potencialmente permanente discinesia tardía, así como el síndrome neuroléptico maligno, un mayor riesgo de suicidio, angioedema y niveles altos de azúcar en sangre. Aunque es menos probable que la lurasidona cause niveles elevados de azúcar en la sangre en la mayoría de los pacientes, puede ocurrir el síndrome hiperglucémico hiperosmolar. En personas de mayor edad con psicosis como consecuencia de demencia, puede aumentar el riesgo de fallecer. El uso durante el embarazo es de seguridad poco clara.
El fármaco tiene un perfil de efectos secundarios relativamente bien tolerado, con baja propensión a cambios en el 
intervalo QTc cardíaco, aumento de peso y efectos adversos relacionados con los lípidos. En un metanálisis de 2013 sobre la eficacia y la tolerabilidad de 15 fármacos antipsicóticos, se encontró que la lurasidona produce el segundo menor aumento de peso (después del haloperidol), la menor prolongación del intervalo QT, el cuarto efecto secundario más extrapiramidal (después del haloperidol, la zotepina y la clorpromazina) y el sexto menos sedante (después de paliperidona, sertindol, amisulprida, iloperidona y aripiprazol).
Al igual que con otros neurolépticos atípicos, la lurasidona debe utilizarse con precaución en pacientes de edad avanzada porque aumenta el riesgo de sufrir accidente cerebrovascular o ataque isquémico transitorio. Sin embargo, es probable que estos riesgos no sean mayores que los asociados con antipsicóticos de otras clases. De manera similar, la lurasidona no es prescrita para tratar la psicosis relacionada con la demencia, ya que la evidencia ha demostrado un aumento de la mortalidad con el uso de antipsicóticos.
Se ha reportado aumento de peso en hasta el 15 y el 16 por ciento de los que reciben la lurosidona. Otros posibles efectos secundarios incluyen vómitos, acatisia, distonía, parkinsonismo, somnolencia, mareos, sedación y náuseas.

### Discontinuación
El Formulario Nacional Británico recomienda una retirada gradual al suspender los antipsicóticos para evitar el síndrome de abstinencia agudo o la recaída rápida. Los síntomas de abstinencia comúnmente incluyen náuseas, vómitos y pérdida de apetito. Otros síntomas pueden incluir inquietud, aumento de la sudoración y dificultad para dormir. Con menos frecuencia, puede haber una sensación de vértigo, entumecimiento o dolores musculares. Los síntomas generalmente se resuelven después de un corto período de tiempo luego de iniciar la abstinencia.
Existe evidencia tentativa de que la interrupción de los antipsicóticos puede provocar psicosis. También puede resultar en la recurrencia de la condición para la que se está tratando. En raras ocasiones, la discinesia tardía puede ocurrir cuando se suspende el medicamento.

## Interacciones
Las concentraciones en plasma sanguíneo pueden aumentar cuando se combinan con inhibidores de la enzima CYP3A4 (por ejemplo, ketoconazol, claritromicina, ritonavir y voriconazol), lo que posiblemente provoque más efectos adversos. Esto se ha verificado clínicamente para el ketoconazol, que aumenta la exposición a la lurasidona en un factor de 9, y también se espera para otros inhibidores 3A4, como el jugo de toronja. La administración conjunta de inductores de CYP3A4 como rifampicina, carbamazepina o hierba de San Juan puede reducir los niveles plasmáticos de lurasidona y su metabolito activo y, en consecuencia, disminuir los efectos del fármaco. Para la rifampicina, la reducción fue de seis veces en un estudio.

## Farmacología

### Farmacodinámica
La lurasidona [(3aR,4S,7R,7aS)-2-{(1R,2R)-2-[4-(1,2-benzisotiazol-3-il) piperazin-1-ilmetil]-ciclohexilmetil}-hexahidro-4 El clorhidrato de ,7-metano-2hisoindol-1,3-diona] ] es un derivado de la azapirona y actúa como antagonista de los receptores de dopamina D2 y D3, y de la serotonina 5-HT 2A y 5-HT 7, y el receptor adrenérgico α2C, y como agonista parcial del receptor de serotonina 5-HT1A. Tiene un antagonismo de afinidad moderada en los receptores adrenérgicos α2C y antagonismo de baja a muy baja afinidad en los receptores α1A-adrenérgicos α2A-adrenérgicos.
Solo tiene afinidad baja y probablemente sin importancia clínica por el receptor de serotonina 5-HT2C, lo que puede ser la base de su baja propensión a la estimulación del apetito y al aumento de peso. El fármaco también tiene una afinidad insignificante por el receptor de histamina H1 y los receptores muscarínicos de acetilcolina y, por lo tanto, no tiene efectos antihistamínicos o anticolinérgicos. El efecto secundario de somnolencia (somnolencia) no se explica por su actividad antagonista de la histamina.

### Farmacocinética

ID-14283, el principal metabolito activo. Se destaca la hidroxilación del anillo de norbornano. El otro metabolito activo, ID-14326, tiene el grupo OH en posición endo.

La lurasidona se toma por vía oral y tiene una tasa de absorción estimada de 9 a 19%.  Cuando la lurasidona se toma con alimentos, su absorción aumenta aproximadamente al doble. Las concentraciones máximas en plasma sanguíneo se alcanzan después de una a tres horas. Alrededor del 99% de la sustancia circulante se une a las proteínas plasmáticas. También se han evaluado los datos de eficacia de lurasidona para dosis de 20 mg a 120 mg al día.
Lurasidona es extensamente metabolizada por el CYP3A4, lo que lleva a la contraindicación tanto de inhibidores potentes como de inductores potentes de esta enzima, pero tiene una afinidad insignificante por otras enzimas del cytochrome P450. Es transportada por la P-glycoprotein y ABCG2, y también inhibe estas proteínas transportadoras in vitro. También inhibe la proteína transportadora de solutos SLC22A1, pero no otros transportadores relevantes
Las principales vías metabólicas son la N-desalquilación oxidativa entre los anillos de piperazina y ciclohexano, la hidroxilación del anillo de norbornano y la S-oxidación.:59 Otras vías son la hidroxilación del anillo de ciclohexano y la escisión reductora del anillo de isotiazol seguida de una S-metilación. Los dos metabolitos activos relevantes son los productos de hidroxilación del norbornano denominados ID-14283 e ID-14326, alcanzando el primero concentraciones en plasma sanguíneo farmacológicamente relevantes. Los dos metabolitos inactivos principales son los productos de N-desalquilación (el ácido carboxílico ID-20219 y la piperazina ID-11614) así como un derivado norbornano hidroxilado de ID-20219 (ID-20220). De la lurasidona y sus metabolitos circulantes en sangre, el fármaco nativo constituye el 11 %, el principal metabolito activo el 4 % y los ácidos carboxílicos inactivos el 24 % y el 11 %, respectivamente. Se han identificado varias docenas de metabolitos en total. :59–61
La vida media biológica se da como 18 horas o 20 a 40 horas en diferentes fuentes. El 80 % o el 67 % de una dosis radiomarcada se recuperó de las heces y el 9% o el 19% de la orina.